# Senior World Championship 2011
Het Senior Wereldkampioenschap Golf (officiële naam: ISPS Handa Senior World Champiopnship presented by Mission Hills) wordt in 2011 gespeeld van 11-13 maart op de World Cup Course van Mission Hills Golf Club.
Het is de eerste editie van het wereldkampioenschap voor senioren. Ook de gewone World Cup wordt sinds 2007 op deze baan gespeeld. De resultaten tellen mee voor de Europese Senior Tour en de Chinese Golf Associatie. Het is de eerste keer dat China door de Senior Tour wordt bezocht. Er zullen 72 spelers meedoen.
Het toernooi werd gewonnen door de 53-jarige Sandy Lyle.
| Stand | Naam         | Score | Score |
| ----- | ------------ | ----- | ----- |
| 1     | Sandy Lyle   | 204   | -12   |
| 2     | Peter Fowler | 207   | -9    |
| 3     | Angel Franco | 209   | -7    |

## De spelers
| - Graham Banister - Mark Belsham - Stephen Bennett - Gordon J. Brand - Neil Briggs - Jerry Bruner - Terry Burgoyne - Giuseppe Cali - Delroy Cambridge - Bob Cameron - Horacio Carbonetti - Luis Carbonetti - Tony Charnley - John Chillas - Steve Cipa - Mike Cunning - Peter Dahlberg - Rodger Davis - Denis Durnian - Marc Farry - Peter Fowler - Angel Franco - Terry Gale | - Antonio Garrido - John Gould - Bill Hardwick - Mike Harwood - Jimmy Heggarty - Domingo Hospital - Kai-wen Huang - François Illouz - Nick Job - Tony Johnstone - Mitch Kierstenson - Barry Lane - Yajiang Li - Bobby Lincoln - Bill Longmuir - Sandy Lyle - Fraser Mann - Gordon Manson - Carl Mason - David Merriman - Ross Metherell - Mike Miller - Manuel Moreno | - Denis O'Sullivan - Simon Owen - Manuel Piñero - Terry Price - Juan Quiros - Glenn Ralph - Noel Ratcliffe - José Rivero - Boonchu Ruangkit - David J Russell - Jean Pierre Sallat - Andrew Sherborne - Bertus Smit - Adan Sowa - Kevin Spurgeon - Jeb Stuart - Katsuyoshi Tomori - Sam Torrance - Steve Van Vuuren - Chris Williams - Gary Wolstenholme - Ian Woosnam | Sponsoruitnodiging - Wayne Smith - Lyndsay Stephen - Wayne Grady Amateurs - Hui Cheng - Lian-sheng Huang - Jianzhi Huang - Lei Shi - Yuxiang Wang - Shaoxiong Wang - Zimeng Xu - Yunchang Yang - Taimur Hassan |